# Bambi-Verleihung 1974
Die 25. Bambi-Verleihung fand am 2. März 1974 im Kurhaus von Ruhpolding statt. Die Preise wurden für das Jahr 1973 vergeben. 

## Veranstaltungsort
Nach den Verleihungen von 1971 in Monaco, 1972 in Salzburg und 1973 auf der Insel Mainau wurde der Veranstaltungsort Ruhpolding als Rückschritt empfunden und daher sehr kritisch bewertet.

## Preisträger
Aufbauend auf der Bambidatenbank.

### Auslandsreporter
Hanns Joachim Friedrichs, Gerhard Konzelmann

### Beliebteste Kinderserie
Eva Kalthoff für Doktor Dolittle

### Beliebteste Nachrichtensendung
Hartwig von Mouillard für Tagesschau

### Beliebtester Auslandsreporter
Peter Scholl-Latour

### Beliebtester männlicher Showstar
Peter Alexander

### Beliebtester weiblicher Showstar
Anneliese Rothenberger

### Fernsehstar des Jahres, männlich
Michael Schanze, Horst Janson

### Fernsehstar des Jahres, weiblich
Mireille Mathieu, Inge Meysel

### Kindersendung
Otto Šimánek für Pan Tau und Andreas Faulstich für Peter ist der Boss

### Preise der Redaktion
- Erika Engelbrecht für Mosaik
- Wolfgang Menge für Smog